# Họ Mã đề
Họ Mã đề, danh pháp khoa học: Plantaginaceae, là một họ thực vật có hoa trong bộ Hoa môi (Lamiales). Chi điển hình là Plantago.
Trong các phân loại cũ thì họ này là họ duy nhất trong bộ Mã đề (Plantaginales), nhưng hàng loạt các nghiên cứu phát sinh chủng loài, được Angiosperm Phylogeny Group tổng quát hóa, đã chỉ ra rằng đơn vị phân loại này nên được gộp chung vào bộ Hoa môi.
Họ Mã đề theo định nghĩa truyền thống chỉ bao gồm ba chi là Bougueria, Littorella và Plantago. Tuy nhiên, các nghiên cứu phát sinh chủng loài mới nhất đã chỉ ra rằng họ Plantaginaceae nghĩa hẹp (sensu stricto) được lồng vào cùng phạm vi với vài chi trước đây đã xếp trong họ Scrophulariaceae (nhưng không bao gồm chi điển hình của họ này là Scrophularia). Mặc dù tên gọi Veronicaceae (1782) là lâu đời nhất cho nhóm này, nhưng Plantaginaceae (1789) là tên gọi được bảo toàn theo quy định của ICBN và vì thế nó có độ ưu tiên cao hơn bất kỳ tên gọi sớm hơn nào trong phạm vi định nghĩa của bất kỳ nhóm nào có chứa họ Plantaginaceae. Ngoài ra, ICBN không coi các tên gọi cho các họ thực vật được công bố trước năm 1789 là các tên gọi thích hợp để bảo toàn, điều này đã loại tên gọi Veronicaceae ra ngoài. Tên gọi Antirrhinaceae (Mõm chó/sói) cũng đã được đề nghị để thay cho tên gọi Plantaginaceae. Trong khi chờ đợi, Angiosperm Phylogeny Group đã chấp nhận tên gọi Plantaginaceae. Tuy nhiên, Olmstead (2003) đã chọn tên gọi Veronicaceae để chỉ họ này.
Họ Plantaginaceae nghĩa rộng (sensu lato) là một họ đa dạng, phổ biến toàn cầu, nhưng chủ yếu tại các khu vực ôn đới. Nó bao gồm chủ yếu là các cây thân thảo, cây bụi và một ít cây thủy sinh có rễ mọc trong đất (chẳng hạn chi Callitriche). Do tính phổ biến đa dạng nên rất khó thiết lập giới hạn cho họ này.
Lá của chúng mọc thành vòng xoắn hoặc mọc đối, các lá có dạng lá đơn hay lá kép. Đặc điểm bất thường của họ này so với bộ Hoa môi nói chung là sự thiếu vắng của các phần phân chia theo chiều dọc trong đầu các sợi lông có tuyến.
Cấu trúc và hình dạng của hoa rất đa dạng. Một số chi có 4 đài hoa và 4 cánh hoa, những loài khác có từ 5-8 đài/cánh hoa, chẳng hạn chi Sibthorpia. Hoa của phần lớn các chi là đối xứng theo nhiều mặt phẳng. Tràng hoa thông thường có 2 môi. Trong một số chi, bộ nhị được hình thành trước tràng hoa.
Quả là dạng quả nang, thường nứt ra tại các phần chia giữa các ngăn. Trong chi Veronica phần phân chia này theo chiều dài; trong các loài của chi Antirrhinum thì khi quả nứt nó giải phóng phấn hoa thông qua các lỗ ở đầu bao phấn; hoặc nó có thể xoay chuyển thông qua đường tuần hoàn ngang xung quanh bao vỏ.
Một nhóm các chi, bao gồm cả chi Lindernia, gần đây đã được tách ra thành họ Linderniaceae, nhưng họ này không được chấp nhận rộng rãi.

## Phân loại
Họ Plantaginaceae (nghĩa rộng)/Veronicaceae mở rộng bao gồm khoảng 90-94 chi và khoảng 1.700-1.900 loài. Chi lớn nhất là Veronica (Thủy cự) với khoảng 450 loài. Veronica hiện nay bao gồm cả các chi Hebe, Parahebe và Synthyris mà trước đây thường được coi là các chi riêng rẽ.
- Tông Angelonieae
  - Angelonia
  - Basistemon (bao gồm cả: Desdemona, Hassleropsis, Saccanthus)
  - Melosperma
  - Monopera
  - Monttea (bao gồm cả: Oxycladus)
  - Ourisia[10]
- Tông Antirrhineae
  - Acanthorrhinum (có thể gộp cả Pseudomisopates).
  - Albraunia
  - Anarrhinum
  - Antirrhinum: Mõm chó.Trước đây thuộc họ Scrophulariaceae và trong tiếng Việt được lấy làm tên gọi phổ biến nhất cho họ này.
  - Asarina
  - Chaenorhinum (bao gồm cả: Hueblia, Microrrhinum): Trước đây thuộc họ Scrophulariaceae.
  - Cymbalaria: Trước đây thuộc họ Scrophulariaceae.
  - Epixiphium
  - Galvezia
  - Gambelia
  - Holmgrenanthe
  - Holzneria
  - Howelliella
  - Kickxia (bao gồm cả: Elatinoides): Trước đây thuộc họ Scrophulariaceae.
  - Linaria (bao gồm cả: Trimerocalyx): Liễu ngư, liễu xuyên ngư. Trước đây thuộc họ Scrophulariaceae.
  - Lophospermum
  - Mabrya
  - Maurandya (có thể gộp cả Epixiphium và Maurandella)
  - Misopates: Trước đây thuộc họ Scrophulariaceae.
  - Mohavea
  - Neogaerrhinum
  - Nuttallanthus: Trước đây gộp trong Linaria và thuộc họ Scrophulariaceae.
  - Pseudomisopates (có thể gộp trong Acanthorrhinum).
  - Pseudorontium
  - Rhodochiton
  - Sairocarpus
  - Schweinfurthia[11]
- Tông Callitricheae
  - Callitriche: Diễm mao, thủy mã xỉ. Trước đây thuộc họ Callitrichaceae.
  - Hippuris: Trước đây thuộc họ Hippuridaceae.[12]
- Tông Cheloneae
  - Brookea
  - Chelone
  - Chionophila (bao gồm cả: Penstemonopsis)
  - Collinsia
  - Keckiella (bao gồm cả: Keckia, Lepidostemon)
  - Nothochelone
  - Penstemon (bao gồm cả: Bartramia, Penslemon, Penstemum, Pentastemon, Pentastemum): Trước đây thuộc họ Scrophulariaceae.
  - Tonella
  - Uroskinnera[13]
- Tông Digitalideae
  - Digitalis (bao gồm cả: Isoplexis): Dương (mao) địa hoàng. Trước đây thuộc họ Scrophulariaceae.
  - Erinus[14]
- Tông Globularieae
  - Campylanthus (bao gồm cả: Chamaeacanthus)
  - Globularia (bao gồm cả: Carradoria, Lytanthus): Trước đây thuộc họ Globulariaceae.
  - Poskea (bao gồm cả: Cockburnia)[15]
- Tông Gratioleae
  - Achetaria (bao gồm cả: Beyrichia)
  - Adenosma (bao gồm cả: Pterostigma): Hoắc hương núi (chè nội), nhân trần, bồ bồ, tuyến hương.
  - Bacopa (bao gồm cả: Allocalyx, Ancistrostylis, Geochorda, Herpestis, Hydrotrida, Ildefonsia, Moniera, Monocardia, Sinobacopa): Rau sam đắng, rau ruột gà, rau đắng biển, ba kích.
  - Benjaminia
  - Boelckea
  - Capraria
  - Cheilophyllum
  - Conobea
  - Darcya
  - Deinostema
  - Dizygostemon
  - Dopatrium
  - Fonkia
  - Geochorda
  - Gratiola (có thể bao gồm cả: Fonkia, Tragiola): Trước đây thuộc họ Scrophulariaceae.
  - Hydranthelium
  - Hydrotriche
  - Ildefonsia
  - Leucospora
  - Limnophila (bao gồm cả: Ambulia, Bonnayodes, Stemodiacra)
  - Maeviella
  - Mecardonia (bao gồm cả: Pagesia)
  - Otacanthus (bao gồm cả: Tetraplacus)
  - Philcoxia
  - Schistophragma
  - Schizosepala
  - Scoparia: Cam thảo nam. Trước đây thuộc họ Scrophulariaceae.
  - Sophronanthe
  - Stemodia (bao gồm cả: Anamaria, Choadophyton, Lendneria, Phaelypea, Poarium, Stemodiacra, Valeria, Verena)
  - Tetraulacium[16]
- Tông Hemiphragmeae
  - Hemiphragma[17]
- Tông Plantagineae
  - Aragoa
  - Littorella
  - Plantago (bao gồm cả: Asterogeum, Bougueria, Littorella, Psyllium)[18]
- Tông Russelieae
  - Russelia
  - Tetranema[19]
- Tông Sibthorpieae
  - Ellisophyllum (?)
  - Sibthorpia: Trước đây thuộc họ Scrophulariaceae.[20]
- Tông Veroniceae
  - Kashmiria
  - Lagotis (bao gồm cả: Kokonoria)
  - Neopicrorhiza
  - Paederota
  - Picrorhiza
  - Scrofella
  - Veronica (bao gồm cả: Besseya, Chionohebe, Cochlidiosperma, Derwentia, Detzneria, Diplophyllum, Hebe, Heliohebe, Leonohebe, Odicardis, Oligospermum, Parahebe, Pseudolysimachion, Pygmaea, Synthyris, Veronicella): Thủy cự. Trước đây thuộc họ Scrophulariaceae.
  - Veronicastrum (bao gồm cả: Botryopleuron, Calorhabdos)
  - Wulfenia
  - Wulfeniopsis[21]

Mặc dù GRIN gộp Lafuentea trong tông Antirrhineae, nhưng trong phân tích phát sinh chủng loài của Fernández-Mazuecos et al. (2013), Vargas et al. (2013) nó lại có quan hệ chị em với toàn bộ Antirrhineae, giống như lưu ý của Albach (2005). Hiện tại nó được coi là ngoại nhóm đối với Antirrhineae.

## Loại ra
- Bryodes: Sang họ Phrymaceae.
- Bythophyton: Sang họ Phrymaceae.